# 2020년 미국 하원의원 선거
2020년 미국 하원의원 선거는 2020년 11월 3일에 대선과 상원 총선과 동시에 실시된 선거이다.

## 선거 결과
| ↓      |        |  |
| 222    | 212    |  |
| 민주당 | 공화당 |  |